# Jezioro Otomińskie
Jezioro Otomińskie (kaszb. Òtomënscze Jezoro) – jezioro w Polsce położone w województwie pomorskim, w powiecie gdańskim, w gminie Kolbudy na wschodnim krańcu Pojezierza Kaszubskiego przy turystycznych szlakach Wzgórz Szymbarskich, Kartuskim i Skarszewskim.
Położone pośród malowniczego, dużego kompleksu leśnego z dominacją buczyn i lasów dębowo-bukowych. Stanowi element, należący do objętego ochroną Otomińskiego Obszaru Chronionego Krajobrazu. Zalicza się do jezior polodowcowych, które powstały na skutek wypełnienia się wodą wgłębień po lądolodzie Skandynawskim. Znajdując się w obszarze moreny dennej falistej stanowi typ jeziora wytopiskowego, o urozmaiconej linii brzegowej z licznymi zatoczkami i półwyspem.
Organem właścicielskim jest Skarb Państwa, a trwały zarząd nad jeziorem sprawuje Państwowe Gospodarstwo Leśne Lasy Państwowe Nadleśnictwo Kolbudy. Obecnym dzierżawcą, odpowiedzialnym również za czystość jeziora i jego zarybianie jest Polski Związek Wędkarski oddział w Gdańsku.
Na skraju wąskiego półwyspu (w płd.-wsch. części jeziora) zlokalizowane jest wczesnośredniowieczne grodzisko (II poł. IX – poł. X w.). Ma ono budowę jednoczłonową, a kształtem przypomina trapez o wymiarach 70 × 60 metrów. We wschodniej części zachowane są pozostałości wału odcinającego gród od strony lądu.
Jezioro pełni funkcje rekreacyjno-turystyczne dla mieszkańców Gdańska i pobliskich miejscowości Kowale, Sulmin. Ze względu na zanieczyszczenie bakteriologiczne nie jest dostępne do kąpieli, stanowi natomiast atrakcję dla wędkarzy. Charakteryzuje się bogactwem roślin, ryb i ptaków wodnych.
Ogólna powierzchnia: 40,74 ha